# Heusy
Heusy è una frazione belga. Comune autonomo fino al 1977, divenne poi frazione di Verviers.